# Kolno (gmina, Podlachie)
Pour les articles homonymes, voir Kolno.
Kolno est une gmina rurale du powiat de Kolno, Podlachie, dans le nord-est de la Pologne. Son siège est la ville de Kolno, bien qu'elle ne fasse pas partie du territoire de la gmina.
La gmina couvre une superficie de 282,13 km2 pour une population de 8 787 habitants.

## Géographie
La gmina inclut les villages de Bialiki, Borkowo, Brzózki, Brzozowo, Czernice, Czerwone, Danowo, Filipki Duże, Filipki Małe, Gietki, Glinki, Górskie, Górszczyzna, Gromadzyn-Wykno, Janowo, Kiełcze-Kopki, Kolimagi, Kossaki, Kowalewo, Koziki-Olszyny, Kozioł, Kumelsk, Lachowo, Łosewo, Niksowizna, Obiedzino, Okurowo, Pachuczyn, Rupin, Rydzewo-Świątki, Stare Kiełcze, Stary Gromadzyn, Truszki-Kucze, Truszki-Patory, Truszki-Zalesie, Tyszki-Łabno, Tyszki-Wądołowo, Waszki, Wincenta, Wścieklice, Wszebory, Wykowo, Zabiele, Zakaleń, Zaskrodzie et Żebry.
La gmina borde les gminy de Biała Piska, Grabowo, Mały Płock, Pisz, Stawiski, Turośl et Zbójna.